# ميكويتازين
ميكيوتازين (بالإنجليزية: Mequitazine)‏ (المُباع تحت الاسم التجاري بريمالان) هو مُضاد لمستقبلات الهيستامين H 1 والكولين من عائلة الفينوثيازين الكيميائية. ويُستخدم لعلاج الحساسية والتهاب الأنف.
سُجّلت براءة اختراعه في عام 1969، ودخل حيز الاستخدام الطبي في عام 1976.

## موانع الاستعمال
- أمراض الكبد الحادة

- الأطفال الخدج أو حديثي الولادة.

## إحتياطات خاصة
- الحمل والرضاعة
- اضطرابات القلب والأوعية الدموية الشديدة
- الربو
- الماء الأزرق
- احتباس البول
- تضخم البروستاتا
- القصور الكلوي والكبدي
- كبار السن والأطفال
- مرضى الصرع
- قد يُضعف القدرة على القيادة أو تشغيل الآلات.

## الآثار الجانبية
- تثبيط الجهاز العصبي المركزي بما في ذلك النعاس الطفيف إلى النوم العميق، والإجهاد، والدوخة، وعدم الاتساق.
- الصداع، والتخلف النفسي الحركي والآثار المضادة للمسكارين. نادرًا ما يحدث فرط التحسس أوالطفح الجلدي أو فرط الحساسية، أواضطرابات الدم، التشنجات، التعرق، ألم عضلي، آلام المفاصل، أعراض خارج السبيل الهرمي، رعاش، تشويش، اضطرابات النوم والجهاز الهضمي، طنين، انخفاض ضغط الدم، تساقط الشعر حساسية للضوء، واليرقان.

## التفاعلات الدوائية
يعزز ميكويتازين من آثار مثبطات الجهاز العصبي المركزي مثل الكحول، والباربيتورات، والمنومات، والمسكنات الأفيونية، ومزيلات القلق ومضادات الذهان. ويمكن أن يُخفي علامات السمية الناتجة عن الأمينوغليكوزيدات. كما قد يسبب إطالة فترة كيو تي (التي يمكن أن تؤدي إلى إصابات عدم انتظام ضربات القلب) عند استخدامه مع سبيراميسين.